# Рыжков, Игорь Николаевич
Игорь Николаевич Рыжко́в (18 февраля 1960 — 12 октября 2002) — мастер спорта СССР международного класса (хоккей на траве).

## Карьера и достижения
Полузащитник. Игровой номер 8.
В 1979-92 годах играл в Алма-Атинском «Динамо».
В чемпионатах СССР провёл 260 игр, 10 мячей. Восьмикратный чемпион СССР (1979, 1981-84, 1986-90).
- Трёхкратный обладатель Кубка СССР (1982-84).
- Трёхкратный финалист Кубка СССР (1985, 1989, 1990).
- Двукратный обладатель Кубка европейских чемпионов (1982, 1983). В КЕЧ (1979—1980, 1982—1986, 1989, 1990) 34 игры.
- Победитель VII и VIII Спартакиад народов СССР 1979 и 1983 в составе сборной Казахской ССР.
- Дважды включался в список 22 лучших хоккеистов года (1984, 1985).
- В сборной СССР в 1979-85 годах провёл 17 игр, 1 мяч.
- Обладатель Межконтинентального Кубка 1981 года.
- Победитель турнира «Дружба-1985» (4 игры, один мяч).

Отличался спокойствием, рассудительностью, уверенностью и хорошим пониманием игры. Выделялся большим радиусом действий, полной самоотдачей, беспрекословным выполнением тренерских заданий.
Скончался 12 октября 2002 года. Ничто не предвещало столь стремительного жизненного финиша внешне вполне здорового, активного, жизнерадостного человека.

## Образование
Выпускник Казахского ГИФКа (1987).